# Arranah
Arranah, en arabe : عرّانه, est un village du gouvernorat de Jénine en Palestine, dans le nord de la Cisjordanie. Il est situé à 4 kilomètres au nord de Jénine. Selon le recensement du Bureau central palestinien des statistiques, la localité compte une population de 2 418 habitants en 2017.